# 菘蓝属
菘蓝属（学名：Isatis）是十字花科下的一个属，为一年生至多年生草本植物。该属共有约30种，分布在地中海地区。